# Мацу-Мару
Мацу-Мару (Matsu Maru) — допоміжне судно, яке під час Другої світової війни взяло участь у операціях японських збройних сил в архіпелазі Бісмарка.
Мацу-Мару спорудили у 1940 році на верфі Naniwa Dock на замовлення компанії Nishimoto Kisen.
1 грудня 1941-го судно реквізували для потреб Імперського флоту Японії та переобладнали в сітьовий загороджувач.
Станом на лютий 1944-го Мацу-Мару перебувало в архіпелазі Бісмарка, звідки попередні два роки японські війська провадили операції на Соломонових островах та сході Нової Гвінеї (втім, на цей час можливості японського угруповання в архіпелазі стрімко деградували й уже в березні воно опиниться у повній блокаді).
24 січня 1944-го судно зазнало пошкодження при атаці літаків B-25 «Мітчелл» на острів Манус (острови Адміралтейства).
15 лютого Мацу-Мару загинуло внаслідок нальоту літаків ВПС США в районі за два десятки кілометрів на захід від Кавієнга (другої за значенням японської бази в архіпелазі Бісмарка, розташованої на північному завершенні острова Нова Ірландія).